# Trigonidium fuscifrons
Trigonidium fuscifrons är en insektsart som först beskrevs av Lucien Chopard 1936.  Trigonidium fuscifrons ingår i släktet Trigonidium och familjen syrsor. Inga underarter finns listade i Catalogue of Life.